# Campodorus gallicus
Campodorus gallicus là một loài tò vò trong họ Ichneumonidae.